# Строев, Алексей Иванович
Алексей Иванович Строев (рум. Aleksei Stroev; 1886 — 1937) — молдавский политический деятель.

## Биография
Родился в 1886 году в семье болгарского происхождения. По профессии адвокат. 
После образования МАССР в составе УССР стал помощником избранного председателя Совета Народных Комиссаров МАССР Григория Старого. С 23 апреля 1925 по 1926 год сам был в должности председателя. 

Умер в 1937 году.